# Чихиртма
Чихиртма́ (груз. ჩიხირთმა) — грузинское национальное блюдо родом из Восточной Грузии, густой мясной суп с пряностями на основе концентрированного мясного бульона из курятины или молодой баранины, загущенного мучной и яично-кислотной заправкой. Чихиртма не содержит каких-либо овощных или крупяных гарниров. Аромат и вкус чихиртмы резко отличается от других грузинских супов. Рецепт грузинского супа под названием «чихитма» приводит в издании «Полной поваренной книги русской опытной хозяйки» 1875 года знаменитая кулинарка Е. А. Авдеева. 
Яично-кислотную заправку вводят в процеженный бульон после мучной, её готовят из взбитых желтков, соединённых с небольшим количеством муки, тёплого бульона и лимонного, гранатового сока или виноградного уксуса. Кислота в яичной смеси необходима для того, чтобы белок не свернулся некрасивыми сероватыми нитями со жгутиками и узелками. По сведениям В. В. Похлёбкина, такой кулинарный приём использовался в приготовлении супов на территории современных Ирана, Закавказья и Турции за несколько веков до нашей эры. На завершающем этапе в чихиртму добавляют обжаренный репчатый лук и многочисленные пряности, из которых особенно выделяются настой имеретинского шафрана, мята и тклапи. Хмели-сунели в чихиртму не добавляют. В некоторых рецептах пассерованный на сливочном масле лук закладывают в бульон вместе с мучным белым соусом, яичную заправку готовят с рубленой зеленью и разведённым кипячёным уксусом. Чихиртму сервируют с нарезанным кусочками мясом. Её едят с сухариками, по желанию в тарелку добавляют несколько капель лимонного сока.